# Roi Zhending de Zhou
Le roi Zhending de Zhou, ou Zhou Zhending wang (chinois : 周貞定王), de son nom personnel Ji Jie (姬介), fut le vingt-huitième roi de la dynastie Zhou. Intronisé à Luoyi en 468 av. J.-C., il régna jusqu'en 441 av. J.-C.

## Règne

### L'effondrement de Jin
En 453 av. J.-C., le roi Zhending assista impuissant à la défaite du duc de Jin à Jingyang, face aux Trois Familles (Han, Wei et Zhao). Le comte de Zhi, le favori du duc de Jin, fut décapité et sa famille exterminée. Son crâne fut offert en présent à Wu Xu de Zhao, qui s'en servit comme hanap. Han, Wei et Zhao se partagèrent Jin et le duc de Jin n'était désormais plus qu'un souverain nominal. Par l'entremise du seigneur de Zhao, les Trois Jin, demandèrent au roi Zhending d'être reconnus comme ducs. Mais le roi Zhending refusa.

## Mort et crise de succession
La mort du roi Zhending entraîna une grave crise politique qui se transforma rapidement en crise de succession. Les princes Zhou déclenchèrent une guerre fratricide sanglante pour le pouvoir. Les cliques s'affrontèrent et les conflits sans fin entre les fils du roi Zhending, menèrent à l'assassinat des rois Ai et Si.

## Controverse posthume
La crise politique qui suivit la mort du roi Zhending, s'étendit même au ministère des Rites. Le ministre des Rites entra en conflit avec ses fonctionnaires au sujet du nom posthume du roi. Le ministre voulait le nom Zhending, mais pas les fonctionnaires, qui argumentaient sur le point qu'un nom à deux caractères, n'était pas conforme aux usages. Il fut suggéré de choisir soit Zhen, soit Ding. Mais dans ce deuxième cas, il y avait déjà un roi qui portait ce nom posthume. Finalement, le ministre l'emporte et le nom Zhending finit par s'imposer.

## Contexte historique
Son règne vit la fin de la période des Cinq Hégémons en 465 av. J.-C. avec la mort du roi Goujian de Yue. Ce fut aussi la fin de la période dite des Printemps et Automnes et le début de la période des Royaumes combattants. À ce moment, la dynastie Zhou s'affaiblit à nouveau.